# Reussbrücke Sins–Hünenberg

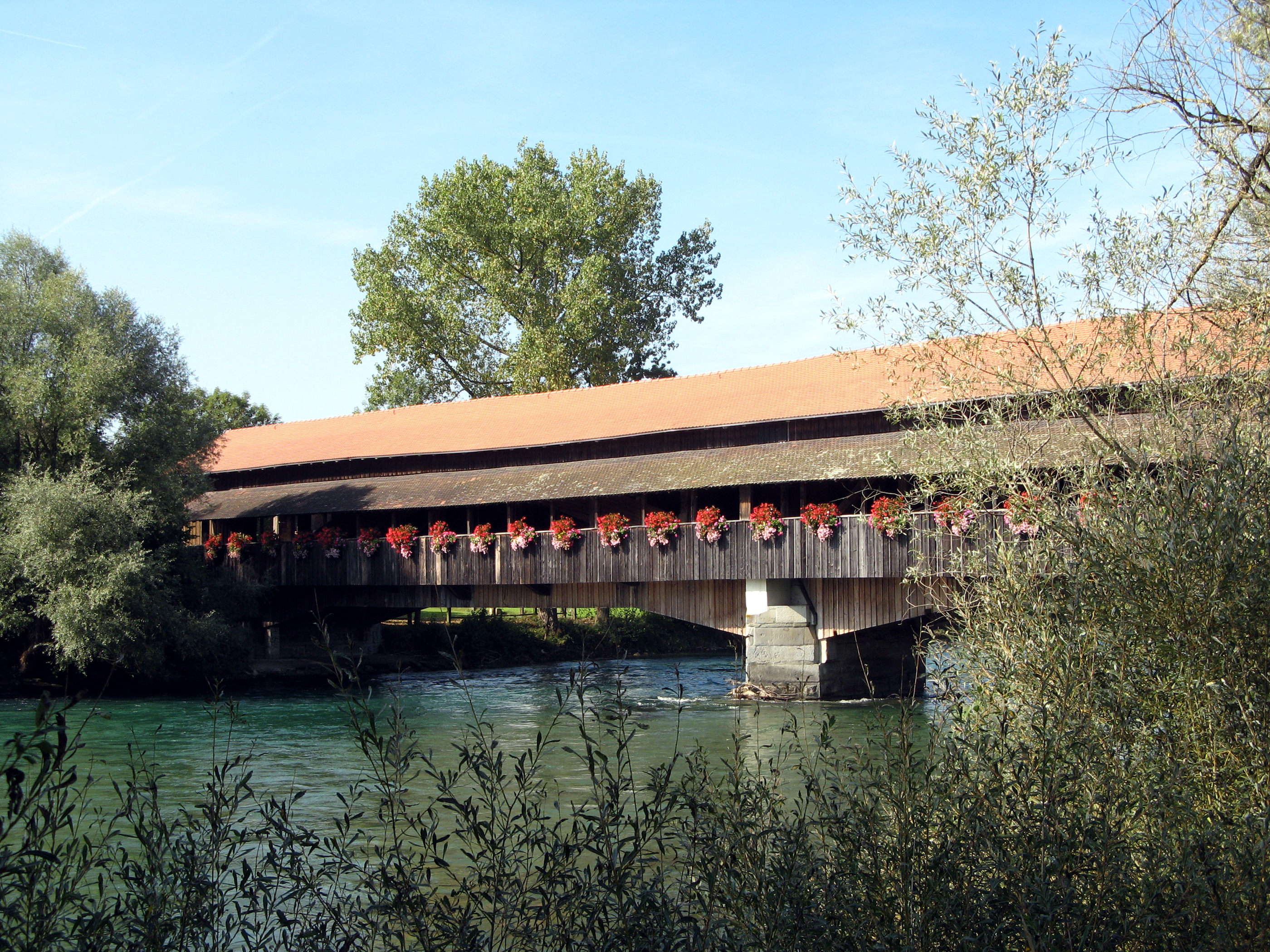
Reussbrücke von der Zuger Seite aus gesehen

Die Reussbrücke ist eine Brücke über die Reuss, zwischen Sins im Kanton Aargau auf der Westseite und Hünenberg im Kanton Zug auf der Ostseite. Die gedeckte Holzbrücke entstand Mitte des 17. Jahrhunderts auf Initiative der Stadt Zug. Die Brücke befindet sich am südlichen Dorfrand von Sins, rund einen halben Kilometer vom Zentrum entfernt. Hünenberg liegt etwa zweieinhalb Kilometer östlich. Bis 1993 führte der gesamte Durchgangsverkehr über diese Brücke; seit der Eröffnung einer weiteren Brücke rund 100 Meter südlich ist die Holzbrücke für den motorisierten Verkehr gesperrt.

## Geschichte

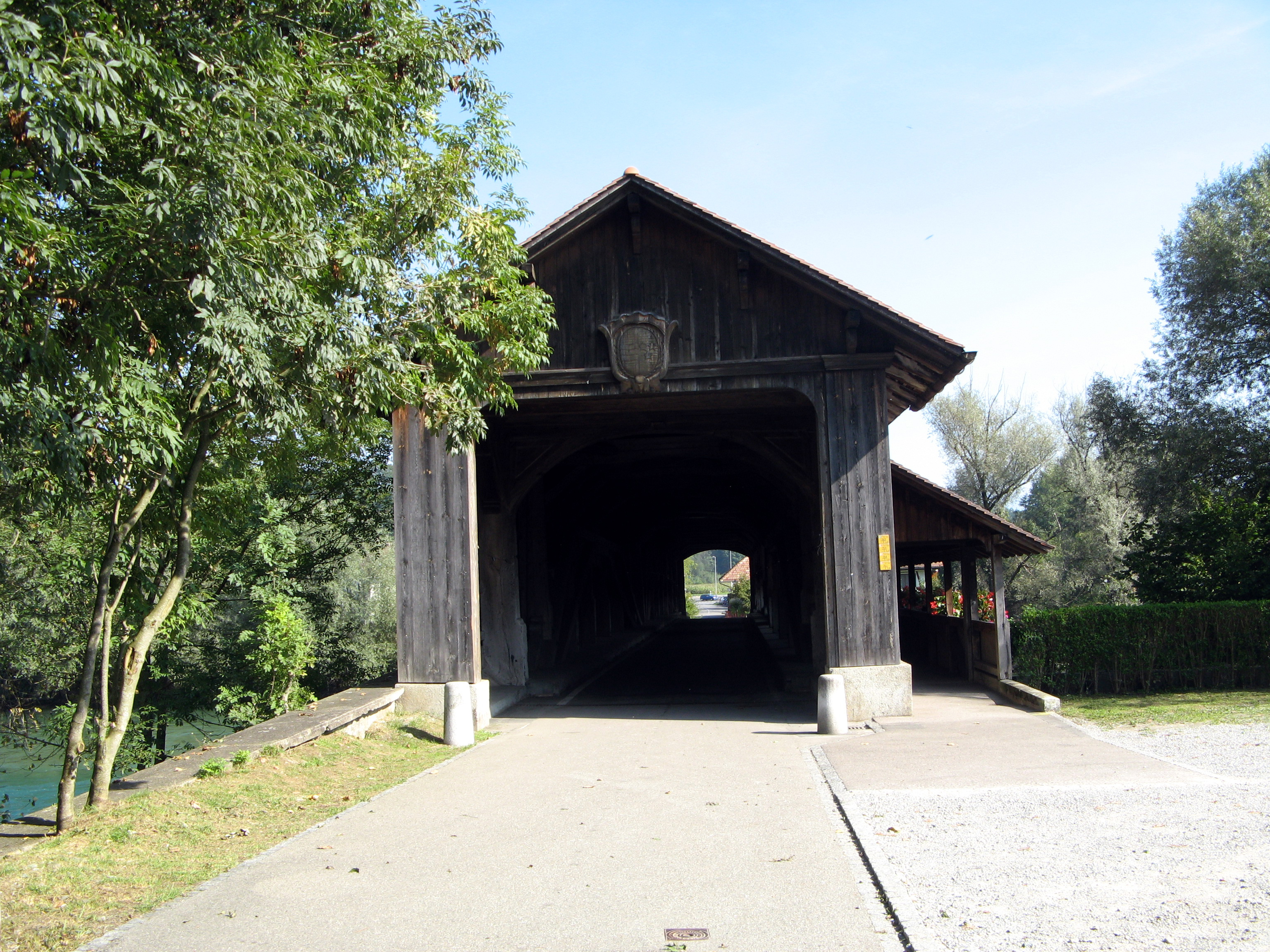
Ansicht von der Aargauer Seite

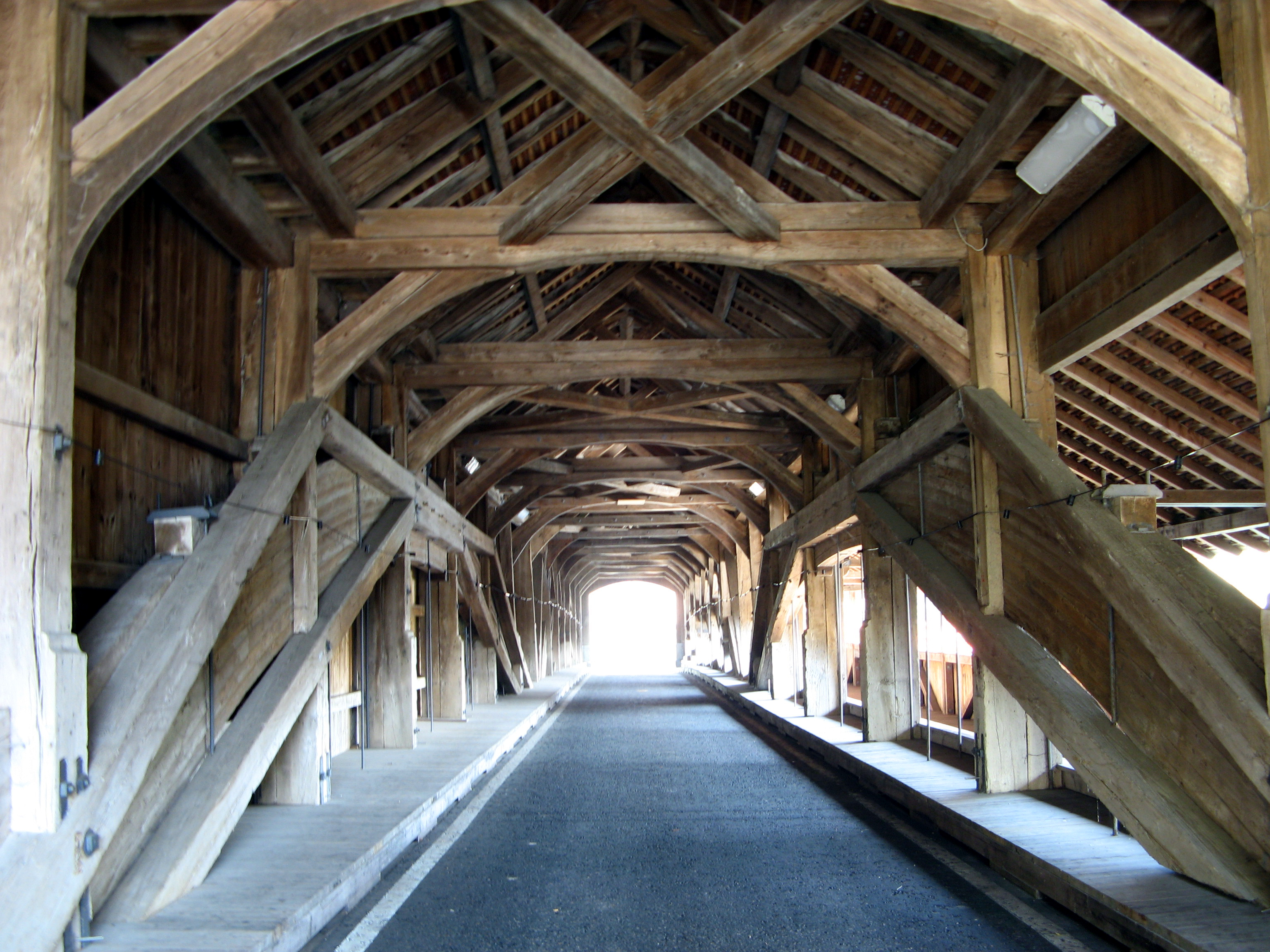
Innenansicht

Mindestens seit 1246 bestand in Sins eine Fähre über die Reuss. 1627 ereignete sich ein tragisches Unglück, als 40 Wallfahrer, die zum Kloster Einsiedeln unterwegs waren, das Fährboot derart überluden, bis es kenterte. In der Stadt Zug gab es daraufhin erstmals Überlegungen, eine Brücke zu bauen. Im Vordergrund standen weniger Sicherheitsüberlegungen, sondern wirtschaftliche Interessen, da die Zuger sich einen leichteren Zugang zu den Getreideproduzenten in den Freien Ämtern erhofften. Die Stadt Luzern, die in Gisikon eine eigene Brücke betrieb, sah ihre Zolleinnahmen gefährdet und fürchtete einen grösseren Einfluss Zugs im gemeinsamen Untertanengebiet. Trotz des Luzerner Widerstands begannen im Frühjahr 1640 die Bauarbeiten, die unter der Leitung von Michael Wickart standen und rund 17'000 Gulden kosteten. Nach 16-monatiger Bauzeit wurde die Brücke eröffnet.
Nach Ausbruch des Zweiten Villmergerkriegs befestigten die Zuger den östlichen Brückenkopf. Sie legten ein einfaches Wallsystem mit einem Durchmesser von 20 bis 40 Metern an. Ein weiterer Wall sperrte das Gelände zwischen Reuss und Waldrand, zwei Aussenwerke flankierten die nordöstliche Achse. Am 1. Juli 1712 besetzten Truppen aus Bern das Dorf und den westlichen Brückenkopf. Nach einer dreiwöchigen Pattsituation stiessen die Innerschweizer Truppen am 20. Juli 1712 über Gisikon nach Sins vor. Sie nahmen die Brücke ein und vertrieben die Berner nach dem verlustreichen Gefecht von Sins, das rund 500 Todesopfer forderte.
Zu Beginn des 19. Jahrhunderts war die Brücke baufällig geworden. 1807 erhielt der Luzerner Baumeister Joseph Ritter den Auftrag für den teilweisen Neubau der Brücke, unter Beibehaltung der bestehenden Pfeiler. Die Hünenberger mussten das Baumaterial liefern, zahlten danach aber nur noch die Hälfte des Brückenzolls. Truppen des Sonderbundes zerstörten am 10. November 1847 die Osthälfte der Brücke, um den Vormarsch der Armee von Guillaume-Henri Dufour zu stoppen. Diese Massnahme erwies sich als wirkungslos, da Zug zwei Wochen später kapitulierte. Unmittelbar nach Ende des Sonderbundskrieges errichtete man eine Notbrücke, 1848 wurde der Brückenzoll aufgehoben. Den Wiederaufbau des Ostteils führte 1852 der Winterthurer Zimmermeister Johann Schalcher durch, nach Plänen von Ferdinand Stadler. 1945 ergänzte man die Brücke mit einem gedeckten Gehweg, drei Jahre später asphaltierte man die Fahrbahn.
Ab den 1960er Jahren nahm der motorisierte Verkehr markant zu, und die Reussbrücke entwickelte sich aus zwei Gründen immer mehr zum Nadelöhr. Erstens war sie nur einspurig passierbar, und zweitens folgte gleich anschliessend ein niveaugleicher Bahnübergang über die Strecke der Aargauischen Südbahn, wo die Schranken wegen des dichten Zugverkehrs häufig geschlossen waren. Jahrzehntelang wurde um das Projekt gestritten, bis vor das Bundesgericht. Schliesslich begannen die Bauarbeiten im Dezember 1993, und die neue Reussbrücke konnte im September 1996 eröffnet werden. Die gedeckte Holzbrücke ist heute nur noch für Fussgänger und Fahrradfahrer passierbar. Seither findet jeweils Ende September der «Broggemärt» statt. Dieser Jahrmarkt ist eine Wiederbelebung des «Maitlimärts», der letztmals 1860 durchgeführt worden war.

## Bauwerk
Vom ersten Bauwerk aus dem Jahr 1640 sind der Mittelpfeiler und die beiden Uferpfeiler erhalten geblieben. Der von Joseph Ritter konstruierte Westteil der Brücke besteht aus hölzernen Bögen, nach dem Vorbild der Brücken von Carl Friedrich von Wiebeking. Spannweite und Radius der sechsfach überplatteten Bögen, welche die Fahrbahn unterschneiden, betragen rund 15 Meter. Die Fahrbahn wiederum hängt an sechs Paar Hängesäulen, welche die Bögen zangenartig umklammern. Liegende Andreaskreuze versteifen die Bindhölzer über und unter der Fahrbahn. Fidel Leimbacher verstärkte 1824–1826 die Holzbogenkonstruktion mit einem kombinierten Hänge- und Sprengwerk. Der Ostteil der Brücke besteht aus einem doppelten Hänge- und Sprengwerk, deren unterschiedlich lange Streben aus einzelnen Balken bestehen; am Hauptspannriegel sind drei bis vier Balkenlagen miteinander verzahnt. Mittels Klötzen und Keilen wirken die Hängesäulen als Zangen, die zusätzlich durch Andreaskreuze versteift sind. Einfache Profile schmücken die Eingänge, seit 1945 auch Wappen der Kantone Aargau und Zug.